# Saint-Ange-et-Torçay
 Saint-Ange-et-Torçay  là một xã của tỉnh Eure-et-Loir, thuộc vùng Centre-Val de Loire, miền bắc nước Pháp.